# Łowiec czekoladowy
Łowiec czekoladowy (Halcyon badia) – gatunek średniej wielkości ptaka z rodziny zimorodkowatych (Alcedinidae). Zamieszkuje centralną i zachodnią Afrykę. Nie jest zagrożony wyginięciem.
SystematykaMiędzynarodowy Komitet Ornitologiczny uznaje gatunek za monotypowy, niektórzy autorzy wyróżniają jednak podgatunki. Autorzy Handbook of the Birds of the World uznają dwa: H. b. obscuridorsalis i H. b. badia. Prócz tego opisano również H. b. lopezi (Bioko) i H. b. budongoensis (zachodnia Uganda), ale ptaki te nie różnią się na tyle od pozostałych, by umieszczać je w osobnych podgatunkach.
MorfologiaDługość ciała wynosi około 21 cm; masa ciała samców 54–65 g, samic 47–65 g.
WystępowanieŁowce czekoladowe występują na wyspie Bioko (należącej do Gwinei Równikowej) oraz dwóch połaciach lądu w Afryce: od Sierra Leone do Ghany oraz od południowej Nigerii i południowego Kamerunu na południe po Republikę Środkowoafrykańską, Demokratyczną Republikę Konga i skrajnie zachodnią Ugandę, dalej na południe po Gabon i skrajnie północną Angolę. Gatunek występuje na obszarze około 5 350 000 km² na terenach lasów deszczowych.
StatusIUCN uznaje łowca czekoladowego za gatunek najmniejszej troski (LC, Least Concern). Liczebność populacji nie została oszacowana, ale w odpowiednich środowiskach opisywany jako liczny (2001). BirdLife International ocenia trend populacji jako spadkowy ze względu na niszczenie środowiska życia.